# Zoé Chatzidakis
Zoé Chatzidakis, née à Neuilly-sur-Seine le 3 avril 1955 et morte à Paris le 22 janvier 2025,, est une mathématicienne française, directrice de recherche émérite au CNRS à l'université Paris Cité dans le laboratoire IMJ-PRG. Elle travaille dans le domaine de la logique mathématique sur la théorie des modèles et ses applications en algèbre.

## Carrière
Zoé Chatzidakis a obtenu son doctorat à l'université Yale sous la direction d'Angus John Macintyre, avec une thèse intitulée Model Theory of Profinite Groups en 1984.

## Travaux
Zoé Chatzidakis a apporté des contributions significatives à la théorie des modèles des corps, notamment celle des corps valués, des corps finis et des corps quasi-finis, des corps de différences
, et développé des applications en dynamique algébrique, géométrie algébrique, théorie des nombres.

## Distinctions
Zoé Chatzidakis reçoit le prix Leconte en 2013.
En 2014, elle est conférencière invitée au Congrès international des mathématiciens à Séoul sur le thème Logic and foundations of mathematics.
En 2020 elle est lauréate de la conférence Tarski de l'université de Californie à Berkeley.

## Publications
- Zoé Chatzidakis, Lou van den Dries et Angus Macintyre, « Definable sets over finite fields », Journal für die Reine und Angewandte Mathematik, vol. 427,‎ 1992, p. 107-135[9]
- Zoé Chatzidakis et Ehud Hrushovski, « Model theory of difference fields », Transactions of the American Mathematical Society, vol. 351, no 8,‎ 8 avril 1999, p. 2997–3071 (ISSN 0002-9947, DOI 10.1090/S0002-9947-99-02498-8)[4]
- Zoé Chatzidakis, Ehud Hrushovski et Ya'acov Peterzil, « Model therory of difference fields, II: periodic ideals and the trichotomy in all characteristics », Proceedings of the London Mathematical Society, vol. 85, no 2,‎ 2002, p. 257–311 (ISSN 0024-6115, DOI 10.1112/S0024611502013576)[5]
- Zoé Chatzidakis et Ehud Hrushovski, « Difference fields and descent in algebraic dynamics. I », Journal of the Institute of Mathematics of Jussieu, vol. 7, no 4,‎ 2008, p. 653–686 (ISSN 1474-7480, DOI 10.1017/S1474748008000273)[10]